# Меджирешть (комуна)
Меджирешть, Меджирешті (рум. Măgirești) — комуна у повіті Бакеу в Румунії. До складу комуни входять такі села (дані про населення за 2002 рік):
- Валя-Арінілор (1249 осіб)
- Меджирешть (1174 особи)
- Прежешть (666 осіб)
- Стенешть (914 осіб)
- Шесурі (477 осіб)

Комуна розташована на відстані 233 км на північ від Бухареста, 31 км на захід від Бакеу, 107 км на південний захід від Ясс, 119 км на північний схід від Брашова.

## Населення
За даними перепису населення 2002 року у комуні проживали 4480 осіб.
Національний склад населення комуни:
| Національність | Кількість осіб | Відсоток |
| -------------- | -------------- | -------- |
| румуни         | 4477           | 99,9%    |
| цигани         | 2              | < 0,1%   |
| угорці         | 1              | < 0,1%   |

Рідною мовою назвали:
| Мова      | Кількість осіб | Відсоток |
| --------- | -------------- | -------- |
| румунську | 4479           | > 99,9%  |
| польську  | 1              | < 0,1%   |

Склад населення комуни за віросповіданням:
| Релігія       | Кількість осіб | Відсоток |
| ------------- | -------------- | -------- |
| православні   | 4302           | 96,0%    |
| старообрядці  | 31             | 0,7%     |
| римо-католики | 6              | 0,1%     |
| п'ятдесятники | 3              | 0,1%     |
| баптисти      | 2              | < 0,1%   |
| реформати     | 1              | < 0,1%   |
| адвентисти    | 1              | < 0,1%   |